# Devin DeVasquez

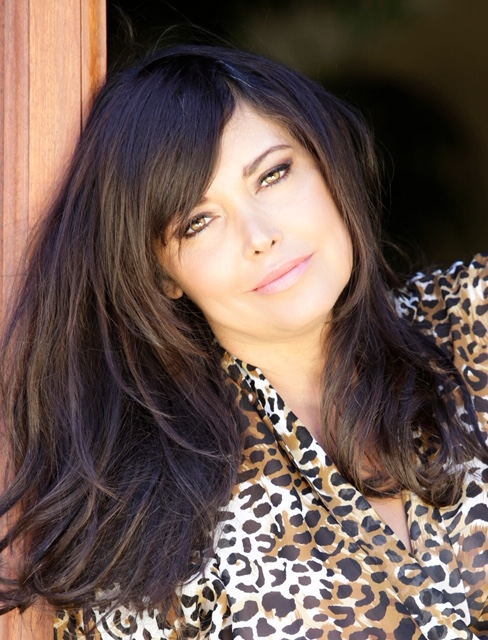
Devin DeVasquez, 2019

Devin Renee DeVasquez (* 25. Juni 1963 in Baton Rouge, Louisiana) ist eine US-amerikanische Schauspielerin, Fernsehproduzentin und ehemaliges Playmate.

## Leben
DeVasquez begann ihre Karriere Anfang der 1980er Jahre mit Fotos im Playboy. 1985 war sie Playmate der Juni-Ausgabe. Im darauf folgenden Jahr nahm sie an der Fernseh-Talentshow Star Search teil, bei der sie in der Kategorie Werbebotschafterin den mit $100,000 dotierten Hauptpreis gewann. In der Novemberausgabe des Playboy erschien sie daraufhin auf dem Titelbild.
1987 hatte DeVasquez ihr Spielfilmdebüt in der Horrorkomödie House II – Das Unerwartete, in einer Nebenrolle ohne Dialogtext. Im selben Jahr war sie in der Romantikkomödie Can’t Buy Me Love zu sehen. 1989 wirkte sie im Horrorfilm Dark Society mit, dem Regiedebüt von Brian Yuzna, und hatte eine Gastrolle in der Sitcom Eine schrecklich nette Familie. In den 1990er Jahren spielte sie in einer Reihe von B-Movies. Daneben war sie in zahlreichen Playboy-Videoproduktionen zu sehen und trat mehrfach in Howard Sterns Talkshow auf.
Devasquez veröffentlichte 2012 ihr erstes Buch, The Naked Truth About A Pinup Model. Nach weiteren Veröffentlichungen erschien 2017 mit The Day It Snowed In April ihre Autobiografie. Zwischen 2010 und 2017 produzierte sie die Amazon-Prime-Dramaserie The Bay.
Nach eigener Aussage hatte Devasquez in den 1980er Jahren Affären mit Prince und Sylvester Stallone.  Sie ist seit 2009 mit dem Schauspieler und Musiker Ronn Moss verheiratet.

## Filmografie (Auswahl)
- 1987: Can’t Buy Me Love
- 1987: House II – Das Unerwartete (House II: The Second Story)
- 1989: Dark Society (Society)
- 1990: Heiße Girls – Lizenz zum Killen (Guns)
- 1994: Mister Cool (A Low Down Dirty Shame)
- 1994: Mörderische Tarnung (A Brilliant Disguise)
- 1995: Hot Ticket
- 1996: Heiße Träume (Hard Time)
- 1997: Die Chaotentruppe vom 6. Revier (Busted)
- 2000: Atomic Hero IV (Citizen Toxie – The Toxic Avenger IV)
- 2022: Trail Blazers

## Auszeichnungen
- 2015: Daytime Emmy Award in der Kategorie Outstanding Digital Daytime Drama Series für The Bay
- 2016: Daytime Emmy Award in der Kategorie Outstanding Digital Daytime Drama Series für The Bay
- 2017: Daytime Emmy Award in der Kategorie Outstanding Digital Daytime Drama Series für The Bay
- 2018: Daytime Emmy Award in der Kategorie Outstanding Digital Daytime Drama Series für The Bay
- 2019: Daytime-Emmy-Award-Nominierung in der Kategorie Outstanding Digital Daytime Drama Series für The Bay